# 969

سنة 969 كانت سنة بسيطة تبدأ يوم الجمعة حسب التقويم اليولياني.

## أحداث
- الفاطميون يغزون مصر وينقلون عاصمتهم من القيروان إلى الفسطاط.

## مواليد
- هلال الصابئ
- الشريف الرضي الشاعر العربي. (توفي 1015 م)

## وفيات
- أولكا بريكراسا